# Droga krajowa B43 (Niemcy)
Droga krajowa 43 (niem. Bundesstraße 43, B 43) – niemiecka droga krajowa przebiegająca  na osi wschód zachód od skrzyżowania z drogą B40 w Mainz-Kastel do Hanau w Hesji.
Droga krajowa 43a (niem. Bundesstraße 43a, B 43a) stanowi południowo-wschodnią obwodnicę Hanau i połączenie autostrady A45 od węzła Hanauer Kreuz i drogi B45 na południu Hanau. Droga ma ok. 9 km długości.

## Miejscowości leżące przy B43
Mainz-Kastel, Mainz-Kostheim, Ginsheim-Gustavsburg, Bischofsheim, Rüsselsheim am Main, Raunheim, Kelsterbach, Unterschweinstiege, Frankfurt nad Menem, Offenbach am Main, Mühlheim am Main, Hanau